# Miguel Bejo
Miguel Bejo (Buenos Aires; 28 de enero de 1944) es un director de cine y guionista argentino que luego de filmar dos películas en su país se radicó en París.

## Actividad profesional
Su película La familia unida esperando la llegada de Hallewyn  (1971) se exhibió con éxito en el Festival Internacional de Cine de Locarno de 1972, donde fue galardonada con una mención especial del Jurado de los Jóvenes y en la semana internacional de cine de Mannheim-Heidelberg de 1972, donde recibió el Gran Premio a la mejor película.
Aproximadamente entre 1970 y 1974, un pequeño grupo de amigos, que ellos mismos denominaron Underground, se formó por un interés común: por una manera distinta de ver el cine y de asumirlo radicalmente que los diferenciaban tanto de la industria tradicional como de los otros grupos contemporáneos. Además de Bejo, estaban allí, entre otros, Edgardo Cozarinsky, Rafael Filippelli, Hugo Gil, Bebe Kamin, Edgardo Kleinman, Néstor Lescovich y Julio Ludueña. 
Sobre esa época Bejo repetía una frase de Filippelli acerca de las películas que les gustaban: ‘Si eso es cine entonces lo que nosotros hacemos debe ser otra cosa’ y agrega:

"Hay tantas cosas en las que creíamos y que están definitivamente enterradas que me faltan las referencias para situar (sus) películas –y otras de mis amigos de entonces– como tales. Pero, en fin, esos objetos están fotografiados en una gelatina de bromuro de plata sobre un soporte de celuloide que pasa a la velocidad de 24 imágenes por segundo en un proyector: entonces, digamos que son películas cinematográficas. Por el resto, confieso que desde hoy y aquí me cuesta hablar de aquella época sin preguntarme si no habré imaginado todo aquello”.

Sobre Beto Nervio contra el poder de las tinieblas, Alberto Tabbia en Convicción  escribió:

«Ejemplo de cine pobre que en vez de disimular sus límites materiales procura valorizarlos.»

A propósito de la película, Miguel Bejo decía en la nota del diario Convicción:

«Toda noción de realismo que ignore lo imaginario, empobrece y censura la realidad de nuestra experiencia y por lo tanto mutila al hombre.»

## Filmografía
Director
- Beto Nervio contra el poder de las tinieblas  (1978)
- La familia unida esperando la llegada de Hallewyn  (1971)

Productor
- Beto Nervio contra el poder de las tinieblas  (1978)
- La familia unida esperando la llegada de Hallewyn  (1971)

Guionista
- Beto Nervio contra el poder de las tinieblas  (1978)
- La familia unida esperando la llegada de Hallewyn  (1971)

Argumento
- Beto Nervio contra el poder de las tinieblas  (1978)

Laboratorio
- Girl on a Bicycle